# Bargota
Bargota és un municipi de Navarra, a la comarca d'Estella Occidental, dins la merindad d'Estella. Limita al nord amb Torres del Río i Espronceda, a l'est amb Armañanzas, al sud amb Mendavia i a l'oest amb Azuelo, Aras i Viana.

## Demografia
| Evolució demogràfica                               | Evolució demogràfica | Evolució demogràfica | Evolució demogràfica | Evolució demogràfica | Evolució demogràfica | Evolució demogràfica | Evolució demogràfica | Evolució demogràfica | Evolució demogràfica | Evolució demogràfica |
| 1996                                               | 1998                 | 1999                 | 2000                 | 2001                 | 2002                 | 2003                 | 2004                 | 2005                 | 2006                 | 2007                 |
| -------------------------------------------------- | -------------------- | -------------------- | -------------------- | -------------------- | -------------------- | -------------------- | -------------------- | -------------------- | -------------------- | -------------------- |
| 396                                                | 386                  | 381                  | 381                  | 381                  | 373                  | 373                  | 375                  | 364                  | 359                  | 345                  |
| Fonts: Bargota i Institut d'Estadística de Navarra |                      |                      |                      |                      |                      |                      |                      |                      |                      |                      |